# Starlight (BABYMETALの曲)
「Starlight」（スターライト）は、BABYMETALの配信シングル。2018年10月19日にBMD FOX RECORDSから発売された。

## 概要
当楽曲は、BABYMETALからYUIMETALが脱退し、SU-METALとMOAMETALを中心とした新体制で活動していくことがユニットの公式サイトで発表された日にリリースされた。また、同曲はグラフィックノベル「Apocrypha：The Legend of BABYMETAL」のトレーラーにも起用されている。

## 音楽性
ジェントの要素を取り入れた楽曲で、ゆっくりとしたイントロから急に激しいパートへ変化する部分や、キャッチーなコーラスなどを特徴としている。

## ミュージック・ビデオ
当楽曲のミュージック・ビデオは、異世界のような灰色の荒野で男性と女性、ダンサーが登場し、荒野を彷徨う男女が時空を超えて鳥のように飛び、輝く星になっていくといった内容になっている。曲が終わった後にも続きがあり、画面が暗転後、紅に染まったマント姿の7人が写り、2人が5人を先導していくという映像が流れる。